# ژرژ کارپونیه
ژرژ کارپونیه (فرانسوی: Georges Carpentier‎؛ ‏ January 12, 1894 – ۲۸ اکتبر ۱۹۷۵) بوکسور، هنرپیشه، و بازیگر سینما اهل فرانسه بود.
از فیلم‌هایی که وی در آن‌ها نقش داشته است، می‌توان به نمایش نمایش‌ها اشاره نمود.